# 五七一工程纪要

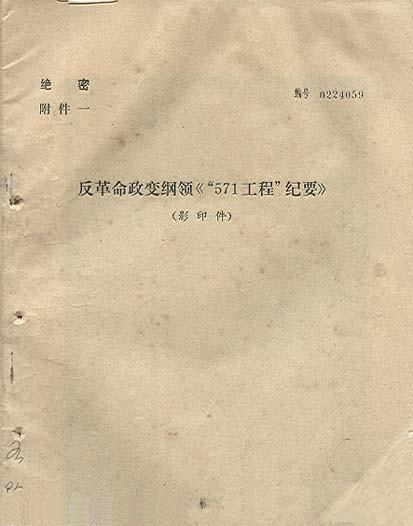
《五七一工程纪要》的影印件

《“571工程”纪要》是1971年3月23日林彪之子林立果等人策划撰写的旨在推翻时任中共中央主席毛泽东统治地位的军事政变计划书草稿。在九一三林彪坠机事件之後被当局查获，並於1972年经毛首肯以中共中央文件的形式向全国人民传达。该文开篇即直将矛头指向毛泽东，批评其“不是一个真正的马列主义者”，而是“封建暴君”。余下内容则主要是对时情的分析和论断，以及实施该「工程」的大致策略及步骤。

## 簡要
1971年3月21日，林彪之子林立果连同周宇驰、于新野、李伟信在上海秘密所站密谋。他们分析了形势，认为在全国范围内，林彪的权力势力，目前是占绝对优势，但是可能逐渐削弱。“文人力量”（张春桥和姚文元等）正在发展，发展趋势是用张春桥代替林彪的可能性最大。
他们研究了林彪的“接班”问题，认为有三种可能：一是林彪“和平接班”，二是林彪“被人抢班”，三是林彪“提前抢班”。他们提出两个办法：把张春桥一伙搞掉，保持“首长”地位不变，再和平过渡；或直接刺殺毛泽东，但毛泽东影响大、威信高，政治後果不好收拾，尽可能不暗殺。他们商定争取“和平过渡”，做好“武装起义”的准备。先做两件事：写个计划和让空四军组建一个“教导队”。林立果确定计划名称为“571工程”计划。（“571”为“武（装）起义”的谐音）
1971年3月23日至24日，于新野执笔起草了《“571工程”纪要》，原稿后来被缴获。根据《纪要》，林立果等人共策划了八种手法杀死毛泽东，其中包括炸火车或铁路桥、使用火焰喷射器、以及直接用手枪刺杀等。

## 代号说明

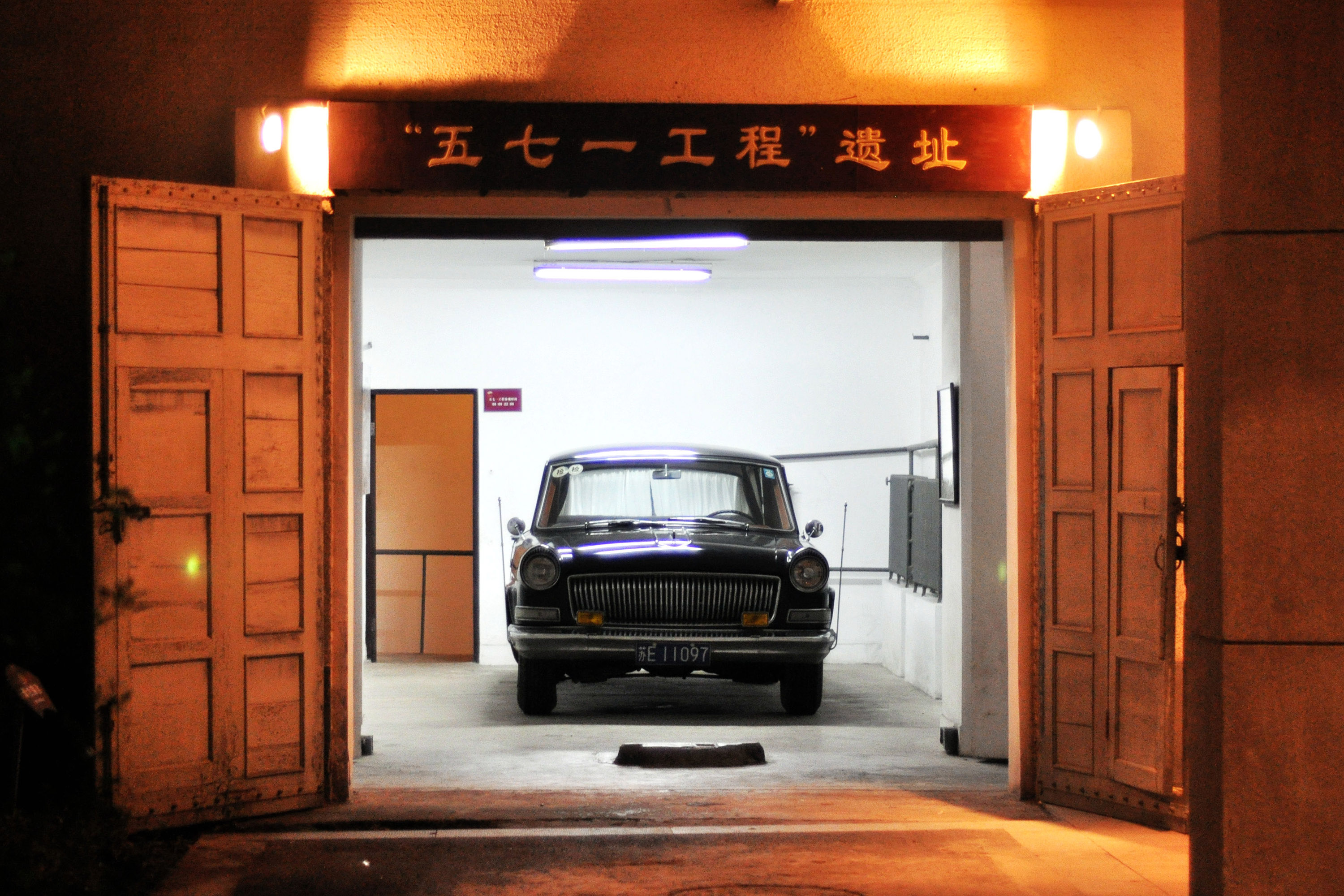
苏州南园宾馆内的“五七一工程遗址”。

- 9.2：指中共九届二中全会，会上毛林分歧公开化。
- B-52：原指B52轰炸机，借此暗示毛泽东亲美，并借指毛泽东。
- 敌主力舰：指毛泽东的亲信。
- 笔杆子托派：指张春桥、姚文元等人。
- 王、陈、江：指王维国、陈励耘、江腾蛟（林彪的几个亲信）。
- 01工程：指林立果主持设计的一种收发信机。
- 江田岛：日本海军学校所在地，专门以武士道精神训练日本死士。
- “不成功便成仁”：古语，曾被蒋介石用以教导抗日干部。
- 核保护伞：将中国置于苏联的核保护范围。

## 相关影响
一般认为“五七一工程纪要”对毛泽东的批判对毛泽东本人的形象具有极大的杀伤力，因此，中共中央政治局内部对于是否下发这个纪要有不同意见。但是毛泽东不顾周恩来等人的劝阻，执意公布纪要全文。不管毛泽东的动机如何，这在客观上起到了揭开了文革内幕的启蒙作用，其潜在影响是非常深远的。
几年以后，在1976年4月初天安门广场上的“四五”诗篇当中,与纪要中的内容类似的语句被发表和引述。如当时天安门广场上一首诗写道：“中国已不是过去的中国，人民也不是愚不可及，秦皇的封建社会已一去不返了。我们信仰马列主义，我们要的是真正的马列主义。让那些阉割马列主义的秀才们，见鬼去吧！”这首诗从思想到文字受“五七一工程纪要”的影响很明显。最终文化大革命在毛泽东去世和怀仁堂政变之后得以结束。
陈毅元帅之子陈小鲁后来评论说：“现在看‘571工程纪要’，越来越明确……‘571工程纪要’当时是传达到基层每一个人的。‘纪要’提出很多问题，实际上是指向当时所谓的‘毛主席革命路线’，就是‘文革’的那些弊病。它用的论据，当时讲都是‘右派’言论，现在看是正确的；后来批判‘四人帮’，用的无非也是这么一套东西。所以，现在‘571工程纪要’反而变成‘绝密文件’，不能外传了。”
社会活动家魏京生表示，文革初期，以干部子弟为主的红卫兵头头受到毛泽东的排挤，产生了反思毛泽东的想法，在遭受镇压之后更是和毛泽东集团、江青集团彻底决裂，于1967年春开始发起重新审视毛泽东思想的运动。而林彪确实是在准备政变。林立果在《571工程纪要》里面的思想也不是他一个人的思想，也有很多接触现实了解的情况比较多，又受到整个干部子弟反文革思潮的影响的年轻军官帮助他撰写。但是林立果太嫩了，操作有很多问题，落到周恩来手里去了。而当时反对共产党政权的想法还没有非常普及，所以这个政变很快被掐死了，没有引起大的动荡。毛泽东把《571工程纪要》发给全国，让大家批判，结果正中大家的下怀，很多人都对此产生了共鸣。所以林彪事件之后那几年的发展，一直到华国锋政变的这几年，等于是在社会上酝酿这个思想、酝酿情绪，到了华国锋政变的时候，全国人民都非常欢呼雀跃。其实到最后邓小平的改革，除了不反毛泽东以外，剩下都是按照《571工程纪要》的内容来的。

### 引用
1. ↑  .   [2019-08-26]. （原始内容存档于2019-08-26）.
2. ↑  中共中央文献研究室. . 北京: 中央文献出版社. 2006. ISBN 9787507315127.
3. ↑  . 法广. 2016-10-23  [2018-12-05]. （原始内容存档于2019-09-06） （中文（简体））.
4. ↑  本报工农兵通讯员、本报记者. . 人民日报: 北京, 1976年4月8日. 1976.
5. ↑  陈毅之子痛说“革命家史”（陈小鲁口述），米鹤都主编《回忆与反思——红卫兵时代风云人物》
6. ↑  . 大纪元. 2023-10-31  [2023-11-27]. （原始内容存档于2023-11-05）.